# Епархия Джханси
Епархия Джаханси (лат. Dioecesis Ihansiensis) — епархия Римско-Католической церкви c центром в городе Джаханси, Индия. Епархия Джаханси входит в митрополию Агры. Кафедральным собором епархии Джаханси является собор святого Антония Падуанского.

## История
12 января 1940 года Римский папа Пий XII выпустил буллу Ad evangelicam veritatem, которой учредил апостольскую префектуру Джаханси, выделив её из епархии Аллахабада.
5 июля 1954 года Римский папа Пий XII издал буллу Apostolica Praefectura, которой преобразовал апостольскую префектуру Джаханси в епархию.
9 февраля 1999 года епархия Джаханси передала часть своей территории для возведения новой епархии Гвалиора.

## Ординарии епархии
- епископ Франсис Ксавье Фенеш (21.01.1946 — 8.05.1967);
- епископ Батист Мудартха (29.11.1967 — 1.03.1976) — назначен епископом Аллахабада;
- епископ Фредерик Д’Соза (4.03.1977 — 31.10.2012);
- епископ Питер Парапуллил (31.10.2012 — по настоящее время).

## Источник
- Annuario Pontificio, Libreria Editrice Vaticana, Città del Vaticano, 2003, ISBN 88-209-7422-3
- Булла Ad evangelicam veritatem, AAS 32 (1940), стр. 296  (лат.)
- Булла In Apostolica Praefectura, AAS 46 (1954), стр. 691  (лат.)